# Canoagem nos Jogos Pan-Americanos de 2023 - Qualificação
Abaixo estão o sistema de classificação e as nações classificadas para a Canoagem nos Jogos Pan-Americanos de 2023, programada para ser realizada em Santiago, Chile, de 27 de outubro a 4 de novembro de 2023.

## Sistema de classificação
Um total de 176 atletas de canoa e caiaque irão se classificar para competir. Serão 126 classificados na velocidade (63 por gênero) + quatro vencedores dos Jogos Pan-Americanos Júnior de 2021 e 46 na canoagem slalom (23 por gênero). O país-sede (Chile) tem um barco garantido em cada evento da velocidade e no slalom (exceto nos eventos do extremo), todavia deve competir nos respectivos torneios classificatórios.

## Linha do tempo
| Eventos                                                    | Data              | Local       |
| ---------------------------------------------------------- | ----------------- | ----------- |
| Jogos Pan-Americanos Júnior de 2021                        | 25-27 de novembro | Cali        |
| Campeonato Pan-Americano de Canoagem de Velocidade de 2022 | 10-12 de agosto   | Dartmouth   |
| Campeonato Pan-Americano de Canoagem Slalom de 2023        | 28-30 de abril    | Três Coroas |

## Sumário de classificação
| CON                   | Slalom    | Slalom    | Slalom    | Slalom   | Slalom   | Slalom   | Velocidade | Velocidade | Velocidade | Velocidade | Total   | Total |
| CON                   | Masculino | Masculino | Masculino | Feminino | Feminino | Feminino | Masculino  | Masculino  | Feminino   | Feminino   | Atletas |       |
| CON                   | C1        | K1        | EK1       | C1       | K1       | EK1      | Canoa      | Caiaque    | Canoa      | Caiaque    | Atletas |       |
| --------------------- | --------- | --------- | --------- | -------- | -------- | -------- | ---------- | ---------- | ---------- | ---------- | ------- | ----- |
| ARG Argentina         | 1         | 1         | 1         | 1        | 1        | 1        | 2          | 6          | 2          | 6          | 22      |       |
| BIZ Belize            |           |           |           |          |          |          |            | 1          |            |            | 1       |       |
| BRA Brasil            | 1         | 1         | 1         | 1        | 1        | 1        | 3          | 2          | 1          | 1          | 13      |       |
| CAN Canadá            | 1         |           |           | 1        | 1        |          | 3          | 6          | 3          | 6          | 21      |       |
| CHI Chile             | 1         | 1         | 1         | 1        | 1        | 1        | 1          | 5          | 3          | 4          | 19      |       |
| COL Colômbia          |           |           |           |          |          |          | 3          |            | 1          | 1          | 5       |       |
| CUB Cuba              |           |           |           |          |          |          | 3          | 4          | 3          | 4          | 14      |       |
| ECU Equador           |           |           |           |          |          |          |            |            | 1          |            | 1       |       |
| USA Estados Unidos    | 1         |           | 1         |          |          | 1        | 2          | 6          | 3          | 5          | 19      |       |
| JAM Jamaica           |           | 1         |           |          |          |          |            |            |            |            | 1       |       |
| MEX México            |           |           | 1         |          | 1        |          | 2          | 5          | 2          | 5          | 16      |       |
| PAR Paraguai          | 1         |           |           | 1        |          |          |            |            |            |            | 2       |       |
| PER Peru              | 1         | 1         |           |          | 1        |          | 1          |            |            | 2          | 6       |       |
| PUR Porto Rico        |           |           |           |          |          |          |            | 3          |            |            | 3       |       |
| TTO Trinidad e Tobago |           |           |           |          |          |          |            | 2          |            |            | 2       |       |
| URU Uruguai           |           |           |           |          |          |          |            | 3          |            |            | 3       |       |
| VEN Venezuela         | 1         | 1         |           | 1        |          | 1        |            |            |            |            | 4       |       |
| Total: 17 CONs        | 8         | 9         | 5         | 8        | 9        | 5        | 22         | 43         | 22         | 43         | 174     |       |

## Slalom
Um total de 36 atletas da canoagem slalom (18 por gênero) irão se classificar, juntamente com 10 na canoagem slalom extrema (cinco por gênero). Toda a classificação se dará no Campeonato Pan-Americano de Canoagem Slalom de 2023. Uma nação pode classificar no máximo um atleta por evento, o que significa que pode inscrever até seis atletas (três homens e três mulheres).  Todos os atletas classificados para a canoagem slalom podem disputar o evento extremo. Um convite está disponível para cada gênero em um evento da canoagem slalom, apenas se a nação tiver competido no Campeonato Pan-Americano de 2023.

### Tabela de classificação
| Evento                                              | C1 Masculino                                                                                             | K1 Masculino                                                              | C1 Feminino                                                                  | K1 Feminino                                                           | K1 Extremo Masculino                                             | K1 Extremo Feminino                                                 |
| --------------------------------------------------- | --- | ------------------------------------------------------------------------- | ---------------------------------------------------------------------------- | --------------------------------------------------------------------- | ---------------------------------------------------------------- | ------------------------------------------------------------------- |
| Campeonato Pan-Americano de Canoagem Slalom de 2023 | CHI Chile ARG Argentina CAN Canadá USA Estados Unidos BRA Brasil PAR Paraguai PER Peru VEN Venezuela ASD | CHI Chile BRA Brasil ARG Argentina PER Peru VEN Venezuela JAM Jamaica ASD | CHI Chile BRA Brasil CAN Canadá PAR Paraguai ARG Argentina VEN Venezuela ASD | CHI Chile BRA Brasil CAN Canadá ARG Argentina MEX México PER Peru ASD | BRA Brasil USA Estados Unidos MEX México CHI Chile ARG Argentina | USA Estados Unidos CHI Chile ARG Argentina BRA Brasil VEN Venezuela |
| Total 10 CON's                                      | 9 | 9                                                                         | 9                                                                            | 9                                                                     | 5                                                                | 5                                                                   |

## Velocidade
Os melhores seis barcos nos eventos do caiaque e os melhores sete nos eventos da canoa no Campeonato Pan-Americano de 2022 irão se classificar para os jogos. Um atleta pode se classificar em apenas um barco e, se tiver competido em múltiplos eventos classificatórios, seus resultados não serão considerados para os barcos menores. Os barcos maiores recebem a vaga primeiramente, seguido pelos menores, com todas as nações classificadas em barcos maiores sendo obrigadas a competir em barcos menores nos jogos. Um total de 43 atletas do caiaque e 22 da canoa irão se classificar por gênero. 

### Canoa masculina
| Evento                              | Vagas | Total de atletas | Classificados                                        |
| ----------------------------------- | ----- | ---------------- | ---------------------------------------------------- |
| Cali 2021                           | 1     | 1                | Jose Pelier (CUB)                                    |
| Campeonato Pan-Americano            | 3     | 9                | BRA Brasil CAN Canadá COL Colômbia                   |
| Campeonato Pan-Americano            | 2     | 8                | ARG Argentina CUB Cuba MEX México USA Estados Unidos |
| Campeonato Pan-Americano            | 1     | 2                | CHI Chile PER Peru                                   |
| Jogos Centro-Americanos e do Caribe | 1     | 1                | VEN Venezuela                                        |
| Cameponato Sul-Americano            | 1     | 1                |                                                      |
| TOTAL                               |       | 22               |                                                      |

### Caiaque masculino
| Evento                   | Vagas | Total de atletas | Classificados                      |
| ------------------------ | ----- | ---------------- | ---------------------------------- |
| Cali 2021                | 1     | 1                | Valentin Rossi (ARG)               |
| Campeonato Pan-Americano | 6     | 12               | CAN Canadá USA Estados Unidos      |
| Campeonato Pan-Americano | 5     | 15               | ARG Argentina MEX México CHI Chile |
| Campeonato Pan-Americano | 4     | 4                | CUB Cuba                           |
| Campeonato Pan-Americano | 3     | 6                | PUR Porto Rico URU Uruguai         |
| Campeonato Pan-Americano | 2     | 4                | BRA Brasil TTO Trinidad e Tobago   |
| Campeonato Pan-Americano | 1     | 1                | BIZ Belize                         |
| TOTAL                    |       | 43               |                                    |

### Canoa feminina
| Evento                              | Vagas | Total de atletas | Classificados                       |
| ----------------------------------- | ----- | ---------------- | ----------------------------------- |
| Cali 2021                           | 1     | 1                | Katherin Nuevo (CUB)                |
| Campeonato Pan-Americano            | 3     | 9                | CAN Canadá CHI Chile CUB Cuba       |
| Campeonato Pan-Americano            | 2     | 6                | ARG Argentina CUB Cuba MEX México   |
| Campeonato Pan-Americano            | 1     | 3                | BRA Brasil COL Colômbia ECU Equador |
| Jogos Centro-Americanos e do Caribe | 1     | 1                |                                     |
| Campeonato Sul-Americano            | 1     | 2                |                                     |
| TOTAL                               |       | 22               |                                     |

### Caiaque feminino
| Evento                                   | Vagas | Total de atletas | Classificados                 |
| ---------------------------------------- | ----- | ---------------- | ----------------------------- |
| Cali 2021                                | 1     | 1                | Isabel Aburto (MEX)           |
| Campeonato Pan-Americano                 | 6     | 12               | ARG Argentina CAN Canadá      |
| Campeonato Pan-Americano                 | 5     | 5                | USA Estados Unidos            |
| Campeonato Pan-Americano                 | 4     | 12               | CHI Chile CUB Cuba MEX México |
| Campeonato Pan-Americano                 | 2     | 2                | PER Peru                      |
| Campeonato Pan-Americano                 | 1     | 2                | BRA Brasil COL Colômbia       |
| Jogos Centro-Americanos e do Caribe (K2) | 2     | 2                | VEN Venezuela                 |
| Jogos Centro-Americanos e do Caribe (K1) | 1     | 1                | NIC Nicarágua                 |
| Campeonato Sul-Americano (K2)            | 2     | 4                |                               |
| Campeonato Sul-Americano (K1)            | 2     | 2                |                               |
| TOTAL                                    |       | 43               |                               |